# Lac Juillet (Côte-Nord)
Pour les articles homonymes, voir Lac Juillet.
Le lac Juillet est un lac sur le territoire non organisé de Lac-Juillet, dans la MRC de Caniapiscau (Côte-Nord, Québec, Canada).